# Agathotoma finalis
Agathotoma finalis là một loài ốc biển, là động vật thân mềm chân bụng sống ở biển trong họ Conidae, họ ốc cối.

## Phân bố
Đây là loài đặc hữu của São Tomé và Príncipe.